# Pedro Ruiz de Porras
Pedro Ruiz de Porras y Rohan fue un militar español. 
Nacido en Mallorca en 1760, hijo de José Felipe Ruiz de Porras y Zacona y María Josefa de Rohan y Salce. Entró al ejército español en 1778. Combatió en Gibraltar, la Guerra del Rosellón, la invasión del Reino de Portugal y la Guerra de Independencia Española.
Siendo coronel, el 23 de julio de 1810 fue nombrado de gobernador de provincia de Maracaibo, en reemplazó del nuevo capitán general Fernando Miyares. Durante su gobierno, Mérida eligió separarse de su provincia y sumarse a la nueva Primera República de Venezuela. Uno de los primeros problemas que tuvo que afrontar fue la rebelión de Maracaibo de octubre de 1811 y febrero de 1812, que supo resolver aunque fue criticado por haber confiado la represión judicial al Auditor General de Guerra de Venezuela, huido de Caracas, José Vicente de Anca, que no tenía jurisdicción y se sobrepasó por su crueldad.
El 15 de octubre de 1812, es nombrado gobernador de la provincia de Santa Marta en reemplazó de Tomás de Acosta y ascendido a brigadier según las Reales Órdenes. Después que Santa Marta fue saqueada por los patriotas, el virrey neogranadino en Ciudad de Panamá, Benito Pérez Brito, decidió enviarlo a él como nuevo gobernador. El 20 de abril de 1813 llegó vía Riohacha para asumir como nuevo gobernador. En apoyo de Pablo Morillo, en 1815 avanzó con una columna de 1000 soldados sobre Mompox. Estuvo a cargo de Santa Marta hasta su derrota en Ciénaga el 10 de noviembre de 1820. Durante la noche huyó en barco a Chagres.
Casado en primeras nupcias con la gaditana María Joaquina Martínez de Junquera y Vélez, con quien tuvo dos hijos (Bruno y Eleuterio), y en segundas con María de la Encarnación Ferrer y Mármol, con quien tuvo una hija (María de las Mercedes) y un hijo (José Manuel). En 1820 fue nombrado gobernador de Panamá y al año siguiente de Yucatán, después de la pérdida de las provincias se retiró a Cuba, muriendo después de 1826 en Trinidad.